# 不来梅足球联赛
不来梅联赛（德語：Bremen-Liga）有时也被称为不来梅高级联赛（Oberliga Bremen），是由不来梅足球协会主办、在城市不来梅和不来梅哈芬范围内的最高级别足球联赛。来自下萨克森的周边球队同样可以参与其中。不来梅联赛连同另外11个高级联赛组成了德国足球联赛系统的第五级别。

## 历史

### 1947－1963年
不来梅联赛是在1947年作为下萨克森州级联赛的五个赛区之一而设立，共由13支球队组成（包含4支不来梅州以外的球队）。新成立的不来梅州曾是美国占领区的一部分，但在足球方面它直到下一年和再下一年才获得与各区的大致分开。
如今的主办方不来梅足球协会是德国最小规模的足球协会。而其辖下的两座城市，不来梅及不来梅哈芬在地理上实际是由下萨克森州所分隔。
从不来梅业余联赛（Amateurliga Bremen，自1949年起使用的名称）时代开始，它便位居北部高级联赛之下，并作为德国足球联赛系统的第二级联赛直至1963年。联赛冠军可与下萨克森州、汉堡州和石勒苏益格-赫尔斯泰因州的业余联赛冠军一同参加升级附加赛，以决出北部高级联赛的升级名额。然而升级对于不来梅业余联赛而言是困难的，仅不来梅哈芬93于1948年和不来梅SV于1961年实现过。
在第二个赛季过后，有4支来自周边地区的球队退出不来梅，重返下萨克森州的联赛系统。尽管有4支周边球队离开，但不来梅联赛在第三个赛季仍通过召入其它的本地球队而使联赛规模扩大至14队。此后它则通常由15支球队组成。另一方面，不来梅联赛系统至今仍然继续从邻州召入球队，他们通常都位于不来梅的边境附近。

### 1963－1974年
1963年，随着德国足球甲级联赛的创立，北部高级联赛被撤销，并增设北部地区联赛作为德国联赛系统的第二级。不来梅联赛从而跌落为第三级，但仍基本保持15支球队的规模。不来梅冠军依旧需要参加与之前相同的升级附加赛，但成功升级者寥寥。
联赛规模自1973年起扩充至16队。

### 1974－1994年
在1973-74赛季结束后，北部地区联赛随着乙级联赛北区的设立而解散。在乙级联赛之下，德国北部区域则引入北部高级联赛作为第三级联赛。这意味着业余联赛需要下滑至德国第四级别，并就此更名为不来梅协会联赛（Verbandsliga Bremen）。从协会联赛升级的体系大致维持不变，但不来梅球队的成功率则得到显著提高。

### 1994－2008年
北部地区联赛于1994年作为德国联赛系统的第三级被重新引入。而北部高级联赛则被分拆为平行运作的两个赛区——下萨克森/不来梅区和汉堡/石荷区。对于不来梅协会联赛而言，这意味着需要进一步降至第五级。然而，这也使得联赛冠军首次得以直接升入更高级联赛。唯一的例外是在2000年，当地区联赛的数量从4个减半为2个，协会联赛当季不设升级名额。
2004年，平行运作的两个高级联赛赛区被恢复为单轨制的北部高级联赛。
2006-07赛季的协会联赛冠、亚军——不来梅SV和FC不来梅哈芬，因无法取得高级联赛的参赛牌照而没有升级。

### 2008年至今
2008年，通过设立全新的德国足球丙级联赛，北部高级联赛被再度撤销。其地位由德国北部四个联邦州新设或既有的协会联赛所取代，并继续位处地区联赛之下。在2007-08赛季结束后，北德5个协会联赛的冠军和北部联赛的第六名球队参加升级附加赛以确定最后一个地区联赛的参赛名额。然而，由于FC不来梅哈芬无法获颁地区联赛参赛牌照，因此被拒绝参加附加赛，其资格由奥伯诺伊兰顶替。
自2008-09赛季起，不来梅联赛具备高级联赛地位但仍处联赛系统的第五级，德国足协将不来梅联赛（Bremen-Liga）作为其官方称谓。不来梅冠军从此需要与汉堡和石勒苏益格-赫尔斯泰因联赛的冠军参加附加赛以确定升级名额。
自2008-09赛季以来，共有3支来自不来梅的球队征战过不来梅联赛之上的联赛：
- 云达不来梅（甲级联赛）
- 云达不来梅二队（丙级联赛）
- 奥伯诺伊兰（德语：FC Oberneuland）（北部地区联赛）

不来梅足球协会以75支会员球队的规模成为德国足协下属最小的区域性协会，而在其之后的萨尔足球协会则拥有约390支注册球队。

### 联赛时间轴
| 年份      | 级别 | 升级至                            |
| --------- | ---- | --------------------------------- |
| 1947-1963 | II   | 北部高级联赛                      |
| 1963-1974 | III  | 北部地区联赛                      |
| 1974-1994 | IV   | 北部高级联赛                      |
| 1994-2004 | V    | 北部高级联赛：下萨克森/不来梅赛区 |
| 2004-2008 | V    | 北部高级联赛                      |
| 2008-     | V    | 北部地区联赛                      |

## 历年冠军
| - 1947/48 不来梅哈芬93 - 1948/49 黑梅林根 - 1949/50 布鲁门塔尔 - 1950/51 布鲁门塔尔 - 1951/52 布鲁门塔尔 - 1952/53 不来梅1860 - 1953/54 不来梅1860 - 1954/55 不来梅1860 - 1955/56 不来梅SV - 1956/57 云达不来梅业余队 - 1957/58 不来梅SV - 1958/59 布鲁门塔尔 - 1959/60 不来梅警察 - 1960/61 不来梅SV - 1961/62 云达不来梅业余队 - 1962/63 AGSV不来梅 - 1963/64 布鲁门塔尔 - 1964/65 不来梅SV - 1965/66 和睦不来梅 - 1966/67 云达不来梅业余队 - 1967/68 云达不来梅业余队 - 1968/69 不来梅哈芬93业余队 - 1969/70 不来梅警察 | - 1970/71 不来梅警察 - 1971/72 布鲁门塔尔 - 1972/73 布鲁门塔尔 - 1973/74 布鲁门塔尔 - 1974/75 OT不来梅 - 1975/76 云达不来梅业余队 - 1976/77 SGO不来梅 - 1977/78 不来梅SV - 1978/79 布鲁门塔尔 - 1979/80 SFL不来梅哈芬 - 1980/81 格斯特明德 - 1981/82 SFL不来梅哈芬 - 1982/83 不来梅SV - 1983/84 法尔 - 1984/85 不来梅SV - 1985/86 不来梅SV - 1986/87 马恩多夫 - 1987/88 SFL不来梅哈芬 - 1988/89 布鲁门塔尔 - 1989/90 OT不来梅 - 1990/91 OT不来梅 - 1991/92 SFL不来梅哈芬 - 1992/93 FC不来梅哈芬 | - 1993/94 FC不来梅哈芬 - 1994/95 不来梅故乡体育 - 1995/96 奥伯诺伊兰 - 1996/97 布鲁门塔尔 - 1997/98 云达不来梅业余二队 - 1998/99 不来梅-新城 - 1999/00 魏黑 - 2000/01 魏黑 - 2001/02 FC不来梅哈芬 - 2002/03 魏黑 - 2003/04 不来梅故乡体育 - 2004/05 魏黑 - 2005/06 奥伯诺伊兰 - 2006/07 不来梅SV - 2007/08 FC不来梅哈芬 - 2008/09 布林库姆 - 2009/10 云达不来梅三队 - 2010/11 云达不来梅三队 - 2011/12 奥伯诺伊兰 - 2012/13 云达不来梅三队 - 2013/14 不来梅SV - 2014/15 不来梅SV - 2015/16 不来梅SV |

- 粗体表示球队成功升级
- 在1974年，不来梅SV也获升级。
- 在1994年，马恩多夫、法尔和不来梅-新城也获升级。
- 在2005年，布林库姆获顶替升级。